# Dierový potok

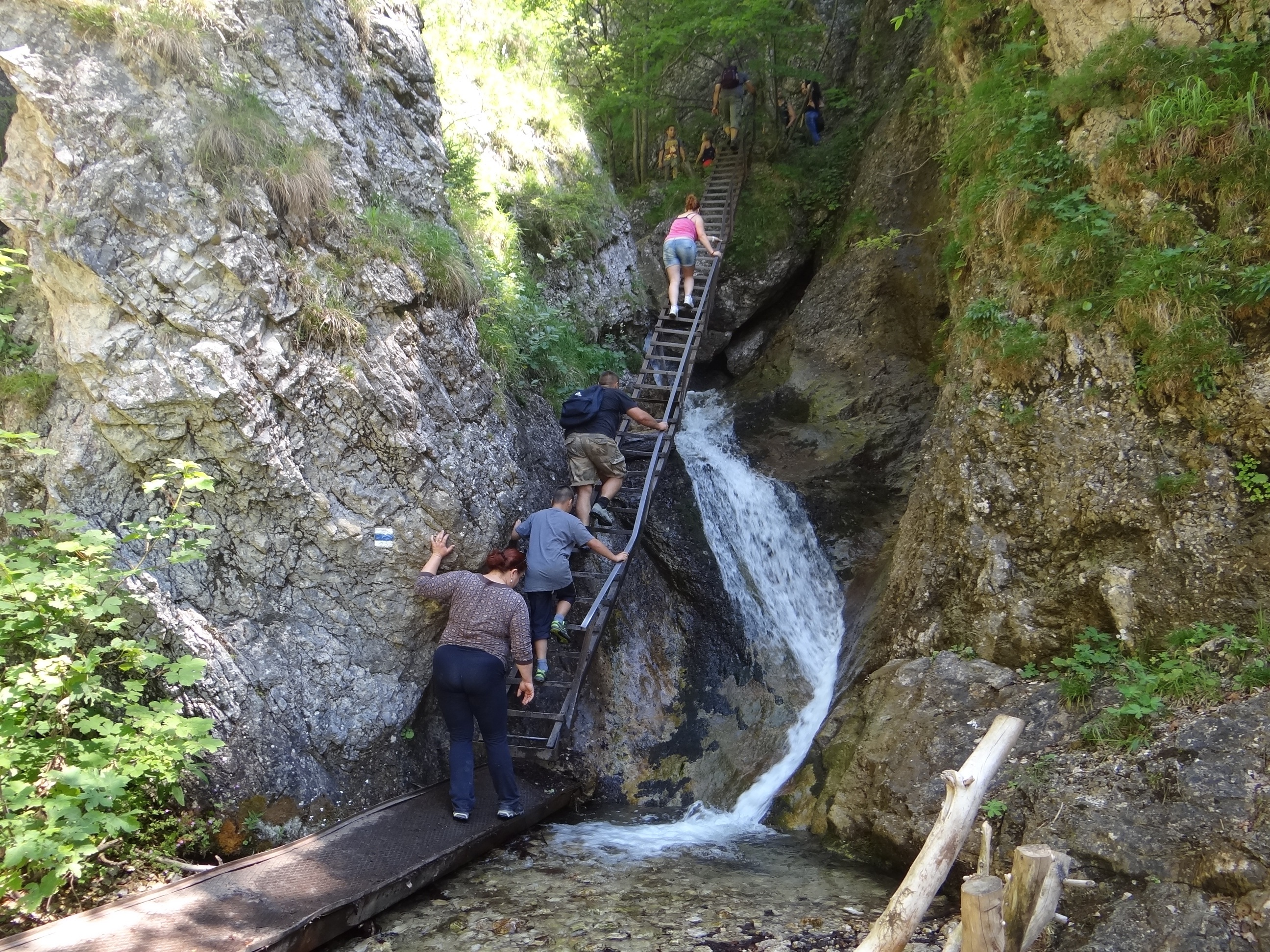
Jeden z wodospadów w Hornych dierach

Dierový potok – potok na Słowacji, lewy dopływ Bielego potoku. Jest ciekiem wodnym V stopnia. Jego orograficznie prawe zbocza tworzy masyw Małego Rozsutca i Rovnej hory, lewe opadający z Wielkiego Rozsutca grzbiet Południowych Skał. Ma dwa dopływy; prawy, spływający spod Małego Rozsutca, po północnej stronie Rovnej hory, oraz lewy, spływający spod wzniesienia Tanečnica. Prawy dopływ uchodzi do Dierovego potoku w miejscu o nazwie Ostrvne. Od tego miejsca potok spływa w północno-zachodnim kierunku i uchodzi do Bielego potoku w osadzie Biely potok, na wysokości około 575 m.
Cała zlewnia Dierovego potoku znajduje się w Krywańskiej części Małej Fatry, a jego dolina jest jednym z najliczniej odwiedzanych przez turystów miejsc Małej Fatry. Dierovy potok w wapiennym podłożu wyżłobił dwa systemy głębokich kanionów: Dolné diery i Horné diery, a jego dopływy dwa boczne wąwozy: Nové diery i Tesná rizňa. Wszystkie te kaniony (określane zbiorową nazwą Diery lub Jánošíkove diery), to bardzo urozmaicona mieszanina załomów, głębokich szczelin i skalnych tuneli. Na potoku występują liczne progi skalne i wodospady, pod którymi tworzą się kotły eworsyjne.  W Dolnych dierach znajdują się 2 większe wodospady (wys. 1 i 3,5 m), w Nowych dierach – 4 wodospady (wys. 1–2 m), a w bocznych – 9 wodospadów (wys. 2–4 m). Wszystkie wodospady są chronione jako pomniki przyrody. Oprócz nich istnieją mniejsze wodospady.
Wszystkie trzy kaniony są udostępnione turystycznie i wyposażone w trudniejszych miejscach w system schodków, drabinek, pomostów i poręczy, pierwotnie drewnianych, obecnie w większości stalowych. Wiodą nimi znakowane szlaki turystyczne. Punktami wyjściowymi do wycieczek w Diery są Štefanová – niewielka osada Terchowej w Vrátnej dolinie – oraz Biely potok – jedna z osad Terchovej, położona na wschód od centrum wsi, u wylotu Dolnych dier.

## Szlaki turystyczne
Biely Potok – Ostrvné – Dolné diery – Podžiar – Horné diery –  Pod Palenicou – Tesná rizňa – Pod Tanečnicou  – Medzirozsutce. Czas przejścia 2.30 h, 2.10 h
  Ostrvné – Nové diery – Podžiar – Vrchpodžiar –  Štefanová.  Czas przejścia 1 h, 1.05 h